# Stinkend rijk (De Kiekeboes-album)

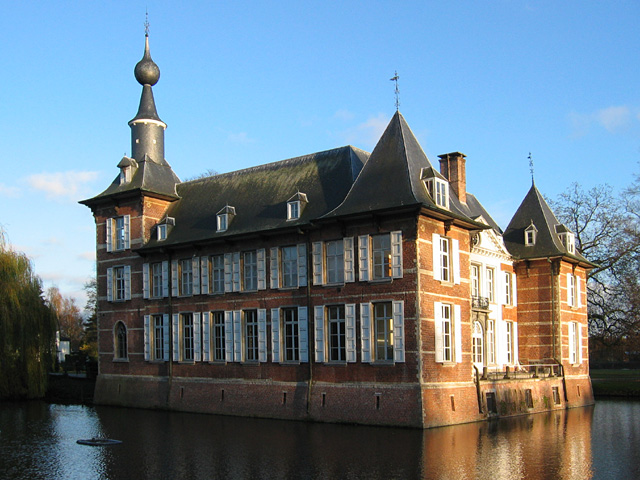
Het kasteel van Schoten, waarop het kuuroord Coppeinhof werd geïnspireerd.

Stinkend rijk is het 124ste stripverhaal van De Kiekeboes. De reeks wordt getekend door striptekenaar Merho. Het album verscheen op 12 januari 2010.

## Verhaal
Nonkel Vital zit ongewild lelijk in nesten. Wanneer zijn buurman, Largo Winsdt, plots overlijdt, vraagt die in zijn testament aan Vital om een mysterieuze zak mee in zijn doodskist te stoppen. Overigens heeft Vital van Largo nog een sleutel van een kluis in het station gekregen. Die bevat een bandrecorder en een papier met een telefoonnummer (dat van Andreas Congas, bijgenaamd de Drugshertog). De tape moet hij laten afspelen aan de telefoon. Dan gaat de bal aan het rollen: twee zware jongens, Entrada en Nopassar, bedreigen Nonkel Vital en zijn huis wordt overhoopgehaald. Doodsbang zoekt hij een schuilplaats bij de familie Kiekeboe.
Ook Van de Kasseien zit in slechte papieren. Hij papt aan met Salida, de masseuse uit het kuuroord Coppeinhof, waar hij samen met zijn vrouw verblijft. Echter, Salida is aangesteld tot de persoonlijke assistente van Andreas Congas, die ook in het kuuroord verblijft. Andreas Congas verblijft niet zomaar in het kuuroord. Het behoort toe aan dokter Coppein, die om allerhande redenen in uitgesloten uit de Orde der Geneesheren. Coppein werkt in het geheim in zijn labo aan een nieuwe generatie drugs, waarvoor speeksel van hoge kwaliteit nodig is. Fernand Goegebuer is, met zijn overvloedige speekselproductie, hiervoor de persoon bij uitstek. Hij weet echter niets af van de drugs. Volgens Coppein bevat het speeksel een stof, opiorfine genaamd, die 3 tot 6 keer zo sterk is als morfine. Hiervan wil hij drugs maken, mits de financiële steun van Andreas Congas. Die wil de drugs eerst uittesten en dat doet hij op Salida. Ze krijgt echter een overdosis binnen en begint hevig te hallucineren. Ze dwaalt door de gangen en komt toevallig in de kamer van Firmin terecht. Firmin, die de strijd voor Salida nog niet wil opgeven, wil Salida koste wat het kost in bed krijgen. Als hij haar op zijn bed ziet liggen, denkt hij dat hij zich eens goed gaat amuseren. Maar Salida beweegt niet. In grote paniek belt Van de Kasseien Marcel Kiekeboe op, die hem moet komen helpen...

## Foutje
Op strook 13 heeft de dame voor een telefooncel waaruit Nonkel Vital belt een blanke hand en een lichtbruine huid.

## Achtergronden bij het verhaal
- Largo Winsdt is een woordspeling op "large", "winst" en stripfiguur Largo Winch.
- Entrada is Spaans voor kom binnen.
- Nopassar is een verbastering van de Spaanse uitdrukking "¡No Pasarán!" (geen doorgang), die door Dolores Ibàrurri werd gebruikt tijdens de Spaanse Burgeroorlog in 1936.
- Pierre Lachaise verwijst naar het kerkhof Père-Lachaise.
- Het kuuroord waar Van de Kasseien verblijft, heet Coppeinhof. Dit is een woordspeling op koppijn en het Pepijnhof in Duurstede. Bovendien is het gebouw geïnspireerd op het bestaande Kasteel van Schoten in de gemeente waar Merho van 1977 tot 1994 woonde.
- De naam opiorfine is een porte-manteau van opium en morfine.